# Gerd Däumel
Gerd Däumel (* 8. Januar 1913 in Neustadt an der Orla; † 1. November 2011) war ein deutscher Gärtner und Professor für Gartenbau und Landschaftsgestaltung.

## Leben
Nach dem Erhalt der Mittleren Reife absolvierte Gerd Däumel zwischen 1930 und 1933 eine Lehre zum Gärtner. Anschließend begann er 1934 ein Technikerstudium in Bad Köstritz mit den Schwerpunkten Garten-, Park- und Friedhofsgestaltung. Dieses Studium beendete er 1936 mit der Fachgebundene Hochschulreife. Bis 1939 war er als Gartentechniker im Ruhrgebiet tätig und diente. Nach dem Beginn Zweiten Weltkrieges wurde Däumel in Westdeutschland, Norwegen, Frankreich und Russland eingesetzt. In den Jahren 1942 und 1943 bekam er Studienurlaub und besuchte die Humboldt-Universität zu Berlin. Nach dem Ende des Zweiten Weltkrieges kam er in sowjetische Kriegsgefangenschaft und wurde am 24. Juli 1947 aus dieser entlassen. Zwischen 1947 und 1948 studierte er weiter an der Technischen Hochschule Hannover die Fachrichtung Landespflege. Am 16. Mai 1950 bestand er seine Diplomprüfung zum Diplom-Ingenieur der Landespflege. Seine Diplomarbeit schrieb er im Fach der Landschafts- und Gartengestaltung. Seine Arbeit hatte den Titel Bearbeitung des Leinetals südlich des Maschsees bei Hannover.
Von 1951 bis 1953 war er als freier Mitarbeiter bei einem Landschaftsarchitekt in Dortmund tätig. Dort war er für die Planungsaufträge verantwortlich.
Im Jahr 1960 wurde er unter Heinrich Wiepking-Jürgensmann an der Universität Hannover zum Doktor der Gartenbauwissenschaften (Dr. rer. hort.) promoviert. Seine Dissertation hatte den Titel Über Landesverschönerung in der 1. Hälfte des 19. Jahrhunderts. Im selben Jahr wurde er Professor und Leiter des Instituts für Gartenarchitektur und Landschaftspflege der Forschungsanstalt für Weinbau, Gartenbau, Getränketechnologie und Landespflege an der Forschungsanstalt Geisenheim. Von da an wohnt er in Geisenheim im Rheingau. 1968 wurde er zum Prüfer für Landespflege am Oberprüfungsamt für die höheren technischen Verwaltungsbeamten der Länder und Gemeinden.
Däumel wurde 1972 zum Professor an die Justus-Liebig-Universität Gießen berufen; dort lehrte er Landespflege. 1974 erhielt er auch den Lehrauftrag für Landschafts- und Grünflächenplanung.
1978 legte er seine Lehrtätigkeit nieder und ging in Pension.
Gerd Däumel war evangelisch, ab 1955 mit Irmela Däumel, geborene von Kannewurff verheiratet, und hatte einen Sohn (Wolfram Däumel). Er starb am 1. November 2011 und wurde am 11. November auf dem Friedhof in Geisenheim beigesetzt.

## Wirken

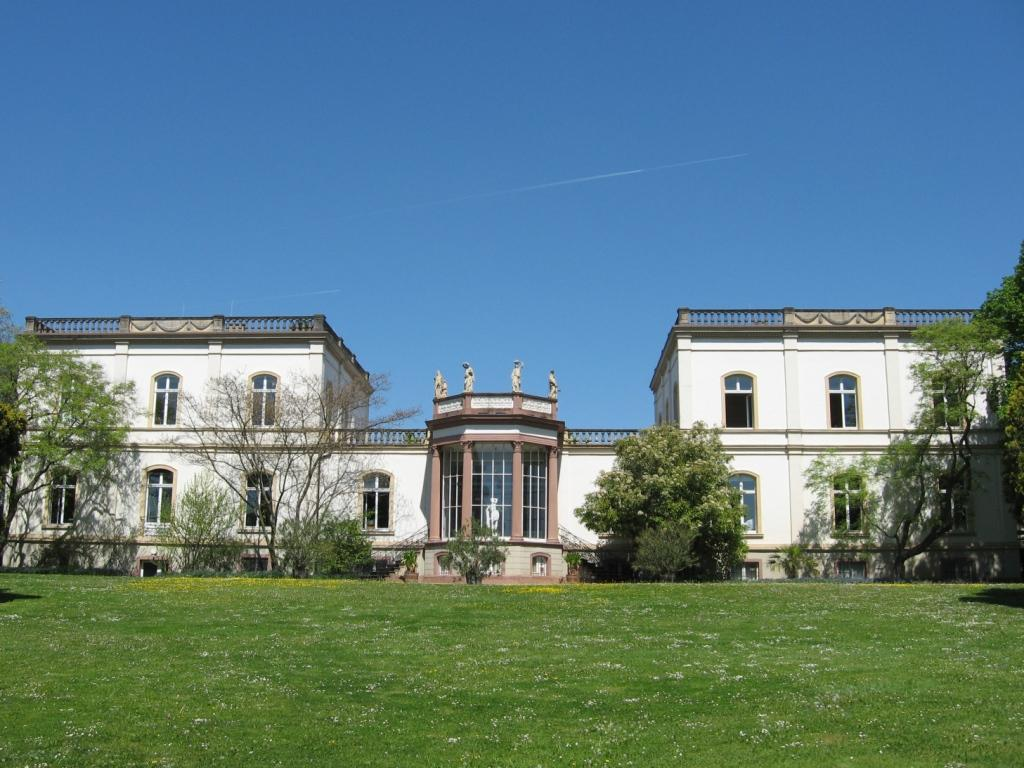
Villa Monrepos im Frühjahr 2008

Däumel wirkte als Professor in zahlreichen Fächern mit. Dazu gehörten: Entwerfen, Gartenarchitektur, Geschichte der Gartenkunst, Darstellungstechnik und Kunstgeschichte. Er forschte vor allem auf den Schwerpunkten der Landschaftsästhetik und Landschaftspflege. Dort beschäftigte er sich mit der Flurbereinigung und machte auf deren negative Folgen für die Landschaft aufmerksam. Er verfasste zahlreiche Fachartikel.
Ein weiterer Schwerpunkt seiner Arbeit war der Werkstoff Beton zur Gestaltung von Gärten. So schuf er Wege, Terrassen, Pergolen, Treppen, Sichtschutzmauern und Kleinarchitekturen aus Beton.
Er prägte die Villa Monrepos und den angrenzenden Park durch seine Planung und Neuanlage. Diese Maßnahmen führte er zwischen 1954 und 1972 durch.

## Mitgliedschaften
Seit 1953 ist er Mitglied des Bundes Deutscher Landschaftsarchitekten. Ein Jahr später wurde er Vorstand des Instituts für Garten- und Landschaftsgestaltung an der Forschungsanstalt Geisenheim. 1955 wurde er dann zum Gartenrat ernannt. 1957 wurde er dann Mitglied im Arbeitskreis der Landschaftsanwälte. Zwischen 1970 und 197 hatte er den Vorsitz des Arbeitskreises inne. Seit 1958 war er Mitglied der Deutschen Dendrologische Gesellschaft. Von 1961 bis 1973 war er auch deren Vizepräsident.
1970 wurde er Mitglied im Ausbildungsausschuss der Architektenkammer in Hessen. Im gleichen Jahr wurde er in die Arbeitsgemeinschaft für Landesentwicklung in Bonn berufen. Diese Arbeitsgemeinschaft verließ er 1973; den Ausbildungsausschuss 1974.

## Schriften (Auswahl)
- Landespflegerische Betreuung des Leinetales südlich von Hannover. s. n., Hannover 1950. OCLC 250016049 (Hannover, Universität, Diplomarbeit, 1950).
- Über Landesverschönerung in der ersten Hälfte des 19. Jahrhunderts. s. n., Hannover 1960. OCLC 73979554 (Hannover, Universität, Dissertation, 1960).
- Über die Landesverschönerung. Debus, Geisenheim/Rheingau 1961. OCLC 46127897.
- Pflanzenbecken im Garten. Beton-Verlag, Düsseldorf 1961. OCLC 21923845.
- Beton im Garten. Beton-Verlag, Düsseldorf 1968. OCLC 5720656.
- Concrete in the garden. Elsevier Pub. Co., Amsterdam 1971, ISBN 0-444-20068-1.